# 天主教岳州宗座监牧区
岳州宗座監牧區（拉丁語：Praefectura Apostolica Yochovensis），是天主教在中國湖南省岳陽市設立的一個宗座監牧，直屬聖座。
1931年5月7日，羅馬教廷從常德代牧区分設岳州監牧區，由西班牙奧斯定會負責。1999年，中國的官方教會將湖南省所有教區合併為一個「湖南教區」，但未受宗座承認。

## 歷任首牧

### 岳州宗座監牧區宗座監牧
- Fr. Angelo de la Calle Fontecha, O.S.A. 1932年1月16日 – 1964年8月2日[3]
- 李樹仁（Bishop James Li Shu-ren, O.S.A.） 自選自聖，後未獲宗座認可， 1958年10月26日 - 1997年10月7日[1][3]
- 教座出缺（1964年-現在）
  - 屈藹林（Archbishop Methodius Qu Ai-lin），宗座署理。自選自聖，獲教宗認可，2012年4月25日[1]